# NGC 1295
NGC 1295 é uma galáxia lenticular (S0) localizada na direcção da constelação de Eridanus. Possui uma declinação de -13° 59' 52" e uma ascensão recta de 3 horas, 20 minutos e 03,2 segundos.
A galáxia NGC 1295 foi descoberta em 1886 por Ormond Stone.